# Eugenia hondurensis
Eugenia hondurensis är en myrtenväxtart som beskrevs av Antonio Molina. Eugenia hondurensis ingår i släktet Eugenia och familjen myrtenväxter. Inga underarter finns listade i Catalogue of Life.